# ローツェ

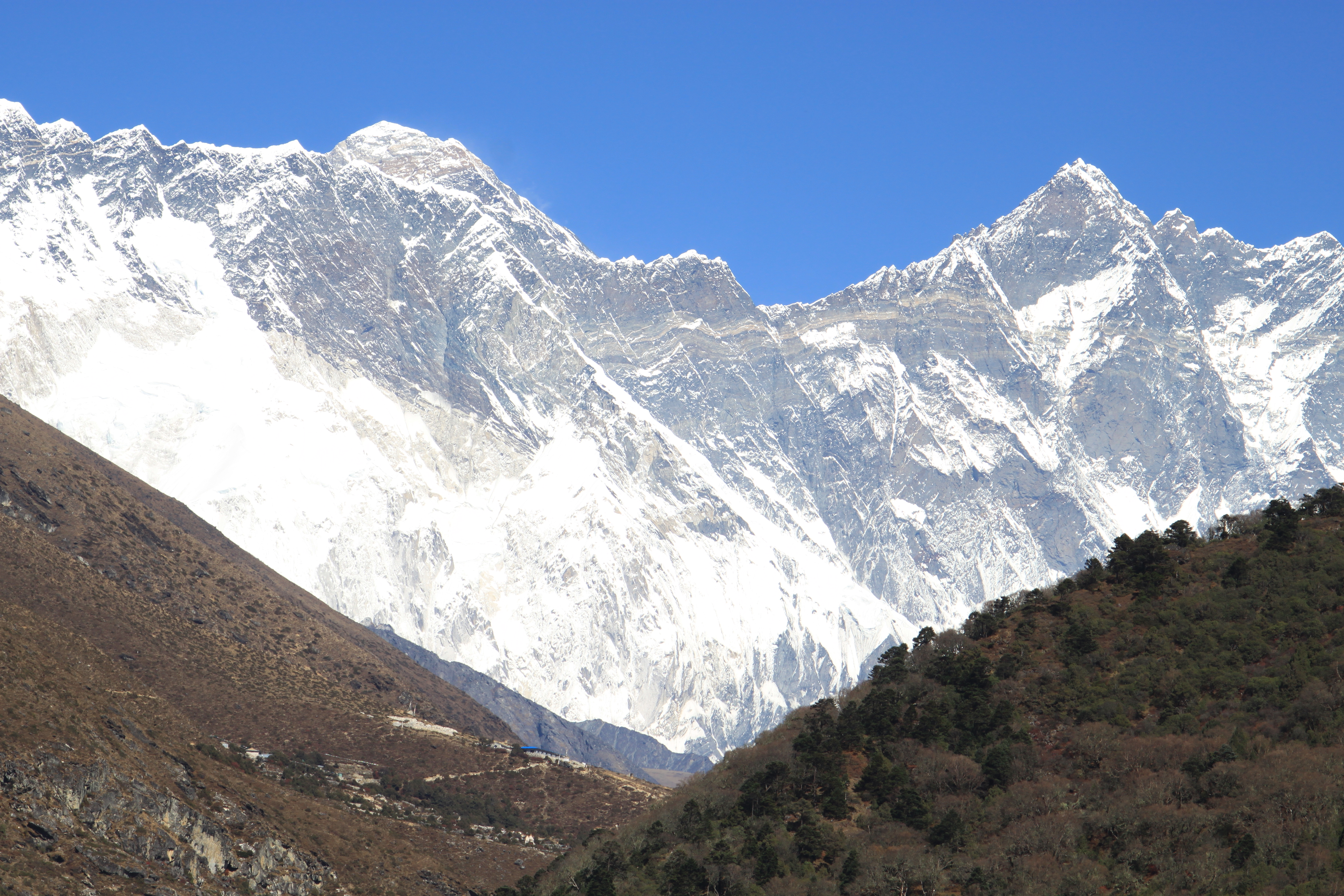
エベレスト（左）とローツェ（右）

ローツェ（Lhotse; チベット語: ལྷོ་རྩེ、中国語: 洛子峰、ネパール語: ल्होत्से）は、ヒマラヤ山脈のエベレストの南に連なる山。標高は8516 mで世界第4位。主峰の他に中央峰（8414 m）、シャール峰（8383 m、東峰）がある。ローツェはチベット語で「ロー＝南、ツェ＝峰」の意で、エベレストの南峰であることを意味する。ローツェの頂上とエベレストの頂上は、直線で約3 kmほどしか離れていない。

## 登山ルート
ローツェの頂上に至る標準的なルートは、約7800 mまではエベレストのノーマルルートと同じ道を辿る。
このルートでは、まずベースキャンプを出発してから難所のクーンブ・アイスフォールを越え、西壁を登る途中でエベレストに向かうルートと分岐し、最後に狭いクーロワールを通って頂上に至る。

### 西壁
ローツェは、サウスコルと呼ばれる鞍部を経てエベレストにつながっている。ローツェの西側面は「ローツェ・フェース」として知られている。サウスコルを通ってエベレストへと向かう登山家は、この高さ1125 mに及ぶ氷壁を登らなければならない。この氷壁は通常で40度から50度、場所によっては80度以上になる勾配を持つ。氷壁の上には「イエロー・バンド」「ジュネーブのシュプール（ジェネバ・スパー）」と呼ばれる2つの岩場がある。

### 南壁
ローツェ南壁は標高差が3300 mあり、世界屈指の大岩壁である。登攀は極めて難しく、ラインホルト・メスナーら世界の名だたるアルピニスト達の挑戦を退け、イェジ・ククチカやニコラ・ジャジェールらのクライマーが、ここに眠っている。過去、1990年5月にスロベニアのトモ・チェセンが単独・無酸素で45時間20分かかり初制覇したとされる他、同年秋にソ連隊17人中の2人が南壁の別ルートから登頂を果たしたのみであった。なお、トモ・チェセンの登攀は登頂証明とされる写真が他人から借用したものだったこと、登頂時に見たとする景色がロシア隊や、後に挑戦したピエール・ベジャンなどの証言とあまりに食い違うことから、現在では疑義を呈されている。　2006年12月27日に、田辺治を隊長とする日本山岳会東海支部のパーティが、冬季としては史上初の南壁登攀を達成した。ただし、体力を消耗していたため登頂は断念した。

## 登頂史
ローツェの登頂は、1956年5月18日にエルンスト・ライスとフリッツ・ルフジンガーが率いるスイスの登山隊によって成し遂げられた。1970年5月12日にはオーストリア隊のZepp MaierlとRolf Walterがシャール峰への登頂に成功し、2001年5月23日にロシアのEugeny Vinogradsky・Serguei Timofeev・Alexei Bolotov・Petr Kuznetsovの4人が中央峰に登頂している。
1988年12月31日に、ポーランドの登山家クシストフ・ヴィエリツキが、ローツェの冬季初登頂に成功した。
2003年10月までに243人が登頂に成功し、イェジ・ククチカら11人が命を落としている。

### 年表
- 1956年5月18日 - スイス隊が初登頂。
- 1965年 - 日本隊がシャール峰に挑戦し、8100 m地点まで登る。
- 1970年5月12日  - オーストリア隊がシャール峰初登頂、南東稜から。
- 1975年 - リカルド・カシン率いるイタリア隊が南壁に挑むが雪崩により資材を流され7500 m地点で敗退。
- 1977年5月11日 - ドイツのミヒャエル・ダッヒャーが無酸素初登頂。
- 1983年10月  - カモシカ同人隊の高橋和之らが日本人初登頂。
- 1988年12月31日  - クシストフ・ヴィエリツキ（ポーランド）が冬季初登頂。
- 1989年 - イェジ・ククチカ（ポーランド）が未登のビッグウォールである南壁の登攀中、標高約8200 mの部位から転落死した。
- 1990年5月 - トモ・チェセンがアルパインスタイルで南壁初登頂に成功と主張するも、様々な疑惑が噴出[5]。
- 1994年 - フランスのシャンタル・モーデュイが女性として初めての登頂。
- 2001年5月23日 - ロシア隊が中央峰初登頂。
- 2002年10月3日 - 明治大学隊の三谷統一郎ら4人が登頂。5日後に二次アタック隊4人も登頂。うち、天野和明が無酸素登頂。
- 2004年 - 渡辺玉枝が当時女性最高齢（64歳）で登頂し、第9回植村直己冒険賞を受賞した。
- 2006年12月27日 - 日本山岳会東海支部隊が南壁ルート冬季初登頂し、第10回秩父宮記念山岳賞を受賞した。
- 2009年5月20日 - 日本山岳会竹内洋岳がクラシックルートを無酸素で登頂。
- 2013年5月22日 - 近藤謙司、徳田進之介がエベレスト登頂後サウスコルを経由して縦走による連続登頂。
- 2018年5月15日 - 79歳の松本たつおが最高齢登頂[6]。

## ローツェを扱った作品
- 「岳」石塚真一 著 (ビッグコミックス) コミック18巻で、主人公が南壁を単独で登る。
- 「ソロ ローツェ南壁」笹本稜平著（2020年4月 祥伝社文庫）旧題「ソロ」。本作も、主人公が南壁の単独踏破に挑む。